# Station Mouldsworth
Mouldsworth is een spoorwegstation van National Rail in Mouldsworth, Cheshire West and Chester in Engeland. Het station is eigendom van Network Rail en wordt beheerd door Northern Rail. 